# Synagoge (Halberstadt)

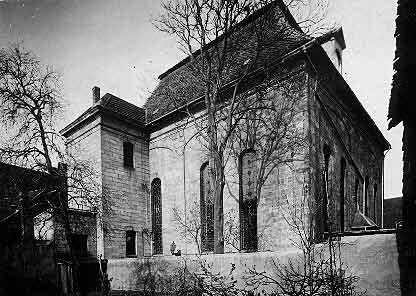
Synagoge in Halberstadt

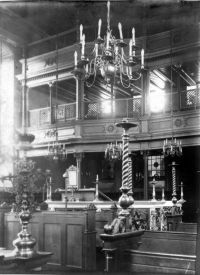
Innenansicht

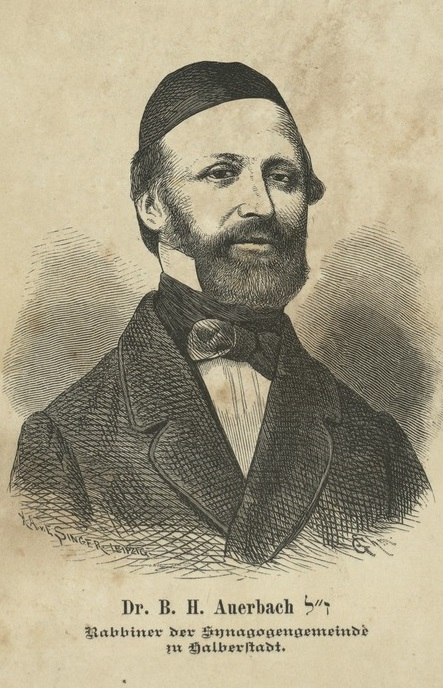
Benjamin Hirsch Auerbach, Rabbiner der Synagogengemeinde zu Halberstadt, 1865

Die Synagoge in Halberstadt, der Kreisstadt des Landkreises Harz in Sachsen-Anhalt (Deutschland), wurde 1712 eingeweiht. Die Synagoge, die der Hoffaktor Issachar Berend Lehmann (1661–1730) finanziert hatte, stand verborgen hinter den Häusern der Baken- und der Judenstraße.

## Beschreibung
Die zweigeschossige Frauenempore war in den Synagogenraum integriert. Ende des 19. Jahrhunderts ließ die Halberstädter Unternehmerfamilie Hirsch die Synagoge modernisieren, dabei wurde der Barockbau um eine Eingangshalle erweitert. Die Kuppel der Synagoge überragte die sie umschließenden Gebäude um das Doppelte.

## Zeit des Nationalsozialismus
In der Pogromnacht vom 9. November 1938 wurde die Synagoge geplündert und alle Torarollen wurden auf der Straße verbrannt. Am 18. November 1938 verfügte die Baupolizei den Abriss der Synagoge, der am folgenden Tag begann. Die Abrisskosten musste die jüdische Gemeinde Halberstadt bezahlen. 